# Parkia
Parkia là một chi thực vật có hoa trong họ Đậu.

## Hình ảnh

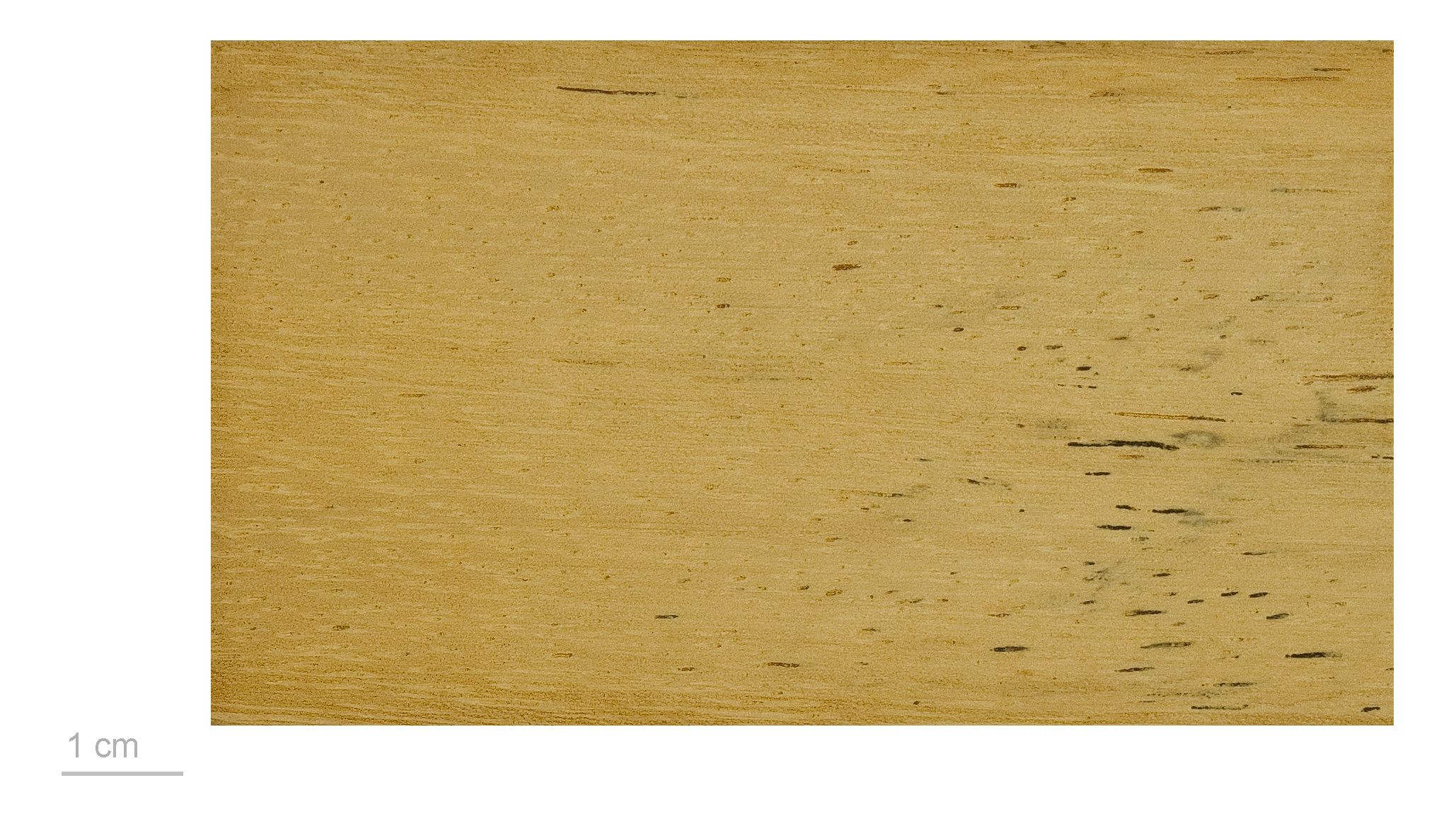
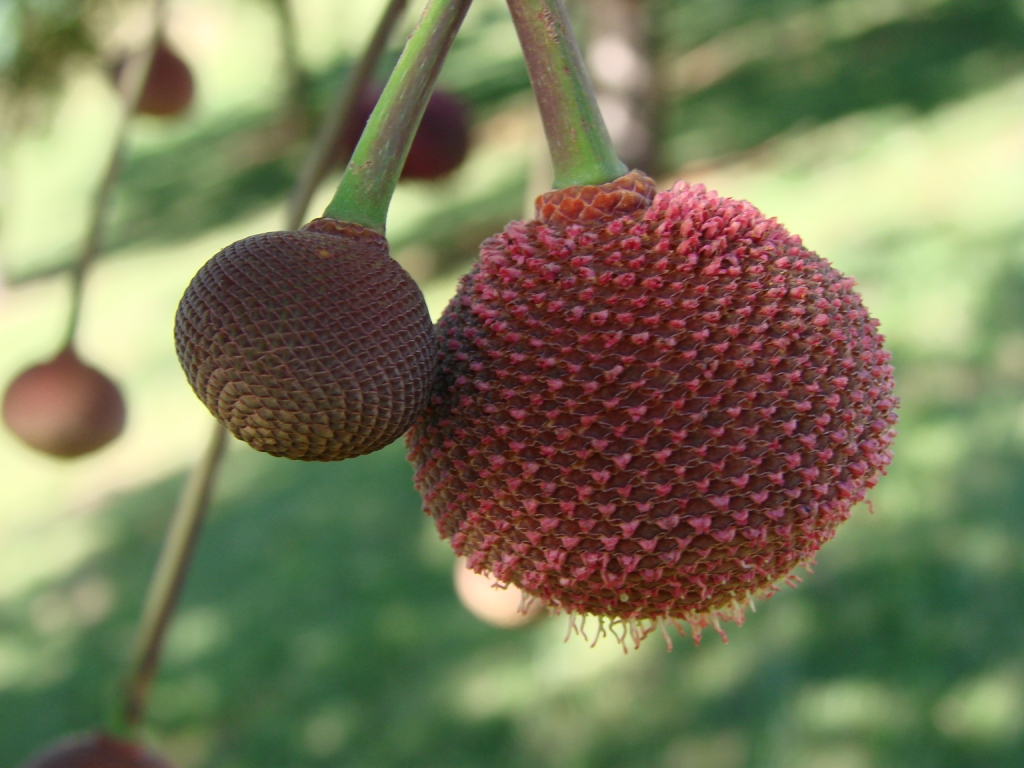
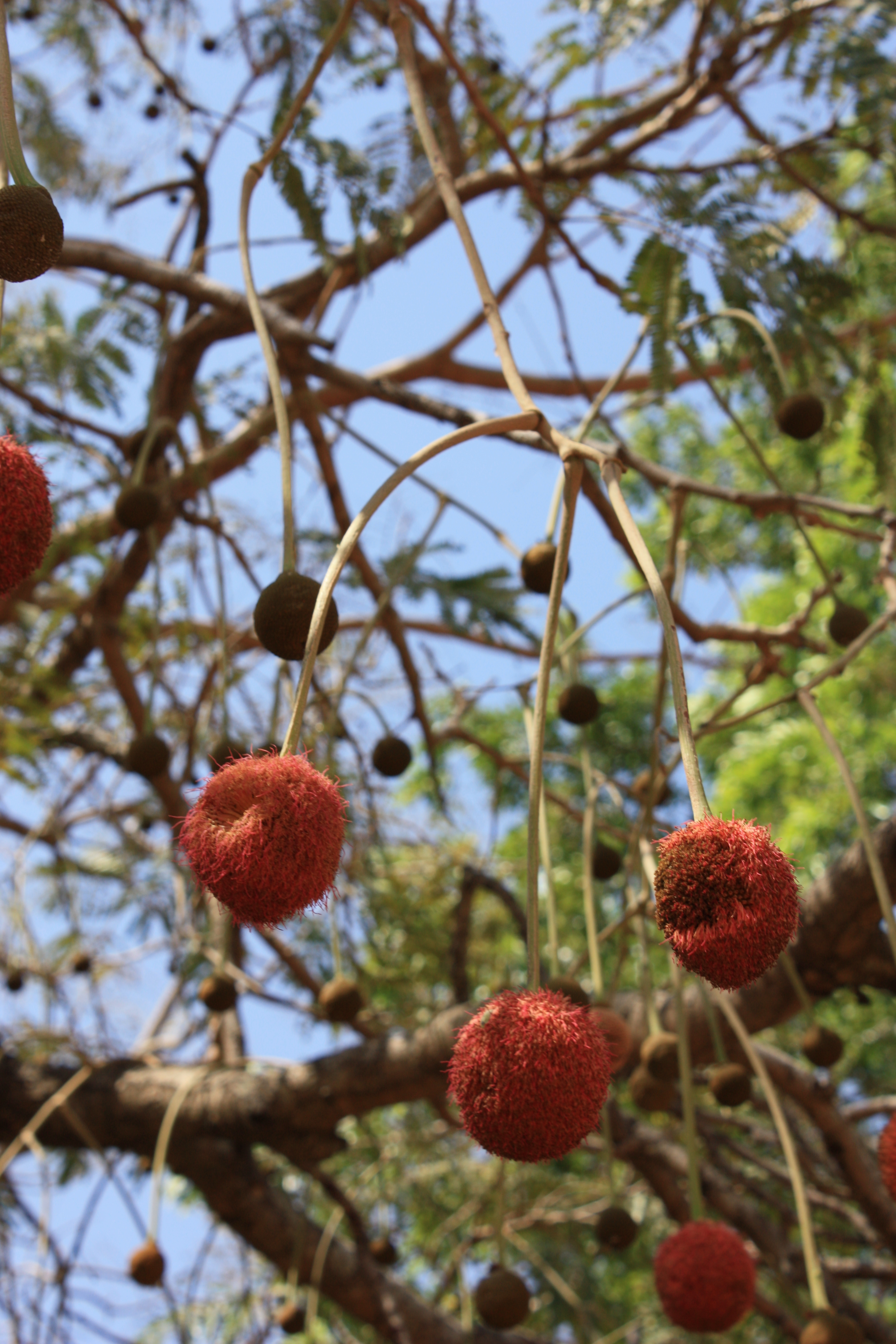
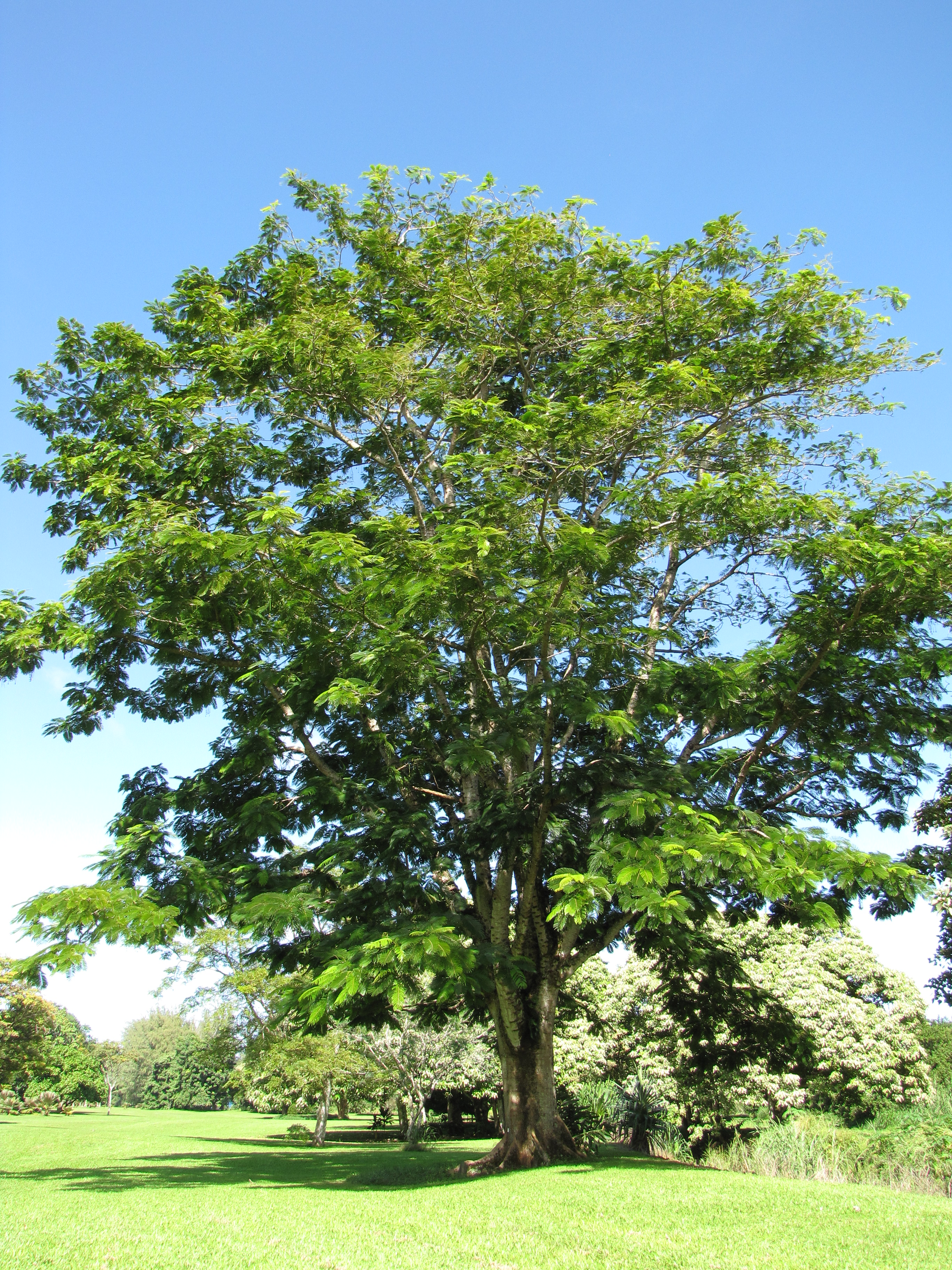
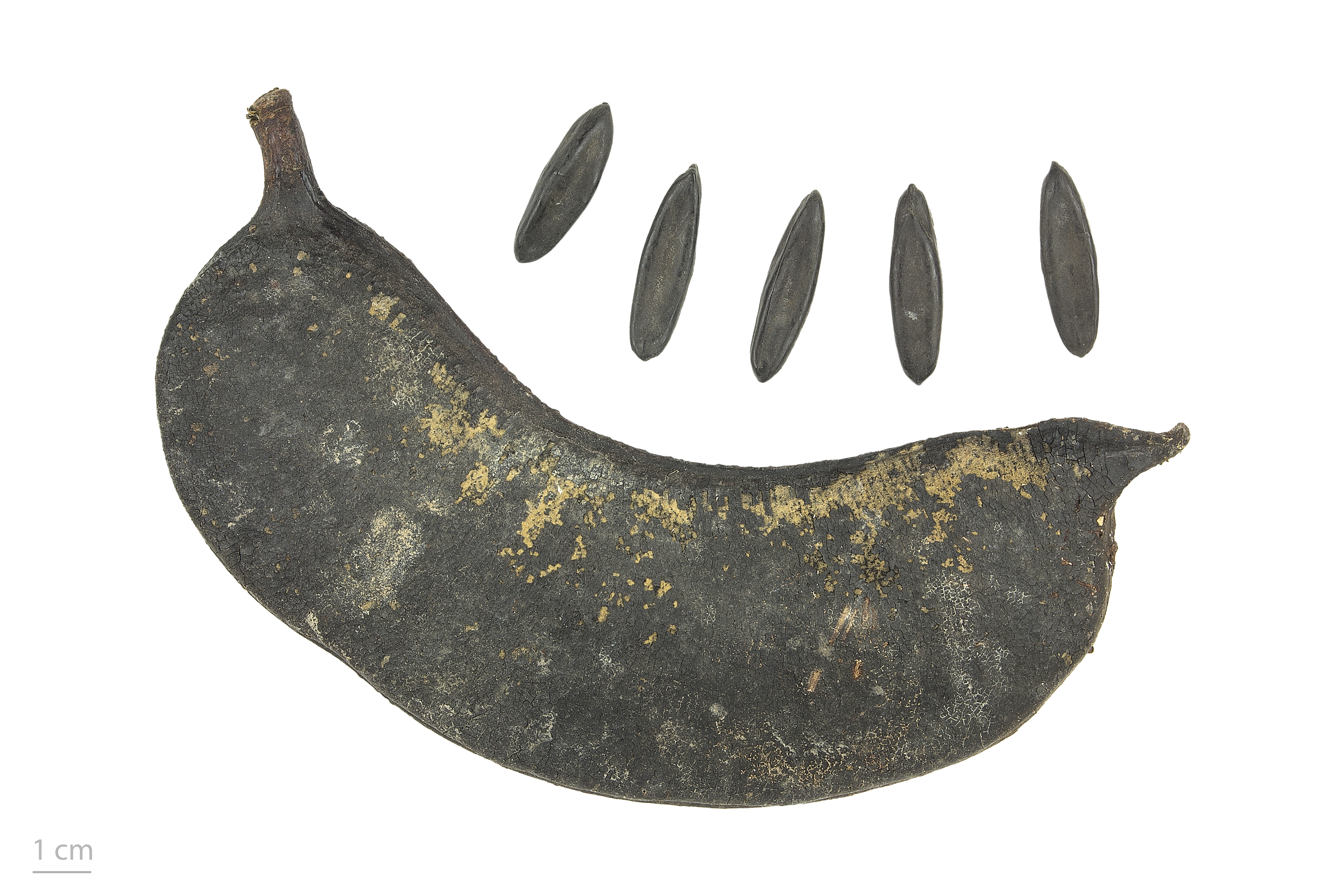
Parkia multijuga - Museum specimen